# Phomopsis foeniculi
Phomopsis foeniculi är en svampart som beskrevs av Du Manoir & Vegh 1981. Phomopsis foeniculi ingår i släktet Phomopsis och familjen Diaporthaceae.   Inga underarter finns listade i Catalogue of Life.